# UNITI-Mediengruppe
Die UNITI-Mediengruppe GmbH (bis 2014: Ceto-Verlag) ist ein deutscher Wissenschaftsverlag im Besitz von UNITI Bundesverband mittelständischer Mineralölunternehmen. Der Verlag gibt monatlich das Fachmagazin Brennstoffspiegel und Mineralölrundschau heraus und veröffentlicht jährlich zwei bis drei Bücher. Darüber hinaus unterhält er die Website www.brennstoffspiegel.de mit Nachrichten sowie Datenbanken zum Energiemarkt, vorrangig in Deutschland.

## Fachgebiete
Die Fachgebiete des Verlages sind:
- Energiemarkt, Energiepolitik,
- Brennstoffe, Treibstoffe, Schmierstoffe
- Erneuerbare Energien, Fossile Energien und Energiereserven
- Verkehr, Tankstellen

## Geschichte
Der Verlag wurde 1949 in Kassel gegründet. Ende 2001 erfolgte der Umzug nach Leipzig. Anfang 2014 verlagerte der Verlag seinen Sitz nach Berlin und firmierte vom Ceto-Verlag zur UNITI-Mediengruppe um.